# 荒木健太
荒木 健太（あらき けんた、1976年1月27日 - ）は、日本の音楽家。山口県長門市出身。

## 略歴
11歳で広島県広島市に転居。MSXユーザーとなり、ゲームプログラマーを将来目指すが、中学生の時にバンドブームで米米CLUBやUNICORN、アンジー等の日本のロックに夢中になる。
1990年、14歳の時、ケラリーノ・サンドロヴィッチ率いる有頂天のニュー・ウェイヴ・サウンドに衝撃を受け、シンセサイザー・テクノミュージックを好むようになり所有しているMSXが発する電子音を演奏するプログラミングを始める。1997年、21歳の時に上京。
2000年春に新宿のレコード店ロス・アプソンでCDR作品を発売。
2003年、高円寺の円盤で初ライブ。その後も西麻布のBulletsなどでライブを行うようになる。
2005年に1stアルバム『MSX TYPHOON』発売。